# أدان تشافيز
أدان تشافيز هو سياسي فنزويلي، ولد في 11 أبريل 1953 في Sabaneta, Barinas ‏ في فنزويلا. نشط حزبياً في الحزب الاشتراكي الموحد الفنزويلي. وقد انتخب التعليم في فنزويلا ‏.